# 이능룡
이능룡(1978년 10월 14일 ~ )은 대한민국의 음악가이다. 모던 록 밴드 언니네이발관에서 기타를 맡고 있다. 2010년 말 현재 서울시립대학교 영어영문학과에 재학 중이다.

## 같이 보기
- 언니네이발관